# Hyposoter forticarinatus
Hyposoter forticarinatus är en stekelart som först beskrevs av Cameron 1906.  Hyposoter forticarinatus ingår i släktet Hyposoter och familjen brokparasitsteklar. Inga underarter finns listade i Catalogue of Life.